# Læbeløs
Læbeløs (Ajuga) er en slægt med 40-50 arter, som er udbredt i Østasien og Europa, og nogle af dem er desuden naturaliseret i Nordamerika. Det er en-, to- eller flerårige urter (eller sjældent: buske). Stænglerne er firkantede, og de bærer bladene modsatstillet. Flere arter danner en grundstillet bladroset. Bladene er hele og kortstilkede med savtakket eller tandet rand. Hos de fleste arter ligner blomsterstandens højblad et løvblad, men det er mindre og ofte farvet. Blomsterne er samlet i kransstillede stande. Den enkelte blomst er uregelmæssig og har tilsyneladende kun én, trelappet læbe. Der findes dog også en ganske smal overlæbe. Kronen er blivende, indtil kapslerne modnes.
Her beskrives kun de arter, som er vildtvoksende i Danmark, eller som dyrkes her.
| Beskrevne arter |

- Krybende Læbeløs (Ajuga reptans)
- Pyramide-Læbeløs (Ajuga pyramidalis)

| Andre arter |

- Ajuga australis
- Ajuga chamaepitys
- Ajuga decumbens
- Ajuga iva
- Ajuga macrosperma
- Ajuga nipponensis
- Ajuga tenorei
- Ajuga turkestanica